# Milan Charous
Milan Charous (* 1935) je bývalý český hokejový útočník a obránce.

## Hokejová kariéra
V československé lize hrál za TJ Gottwaldov. Odehrál 2 ligové sezóny, nastoupil ve 34 ligových utkáních, dal 3 góly a měl 2 asistence.

## Klubové statistiky
| Sezona    | Klub          | Soutěž  | Základní část | Základní část | Základní část | Základní část | Základní část |
| Sezona    | Klub          | Soutěž  | Z             | G             | A             | B             | TM            |
| --------- | ------------- | ------- | ------------- | ------------- | ------------- | ------------- | ------------- |
| 1959/1960 | TJ Gottwaldov | 2. liga | -             | 10            | 16            | -             |               |
| 1960/1961 | TJ Gottwaldov | 1. liga | 11            | 2             | 0             | 11            |               |
| 1961/1962 | TJ Gottwaldov | 2. liga | -             | -             | -             | -             |               |
| 1962/1963 | TJ Gottwaldov | 2. liga | -             | -             | -             | -             |               |
| 1963/1964 | TJ Gottwaldov | 1. liga | 23            | 1             | 2             | 10            |               |